# ンジャメナ・ジブチ・ハイウェイ
ンジャメナ・ジブチ・ハイウェイ（英: N'Djamena–Djibouti Highway）はサヘル地帯東部を東西に結ぶ道路である。トランス・アフリカ・ハイウェイの6号線にあたる。

## 経路

### 長さなど
ンジャメナ・ジブチ・ハイウェイは全長4,219kmである。

### チャド
- ンジャメナ ～ ジェルマヤ（Djermaya） ～ マサゲ（英語版） ～ ヌグーラ（Ngoura） ～ ボコロ ～ ウム・ハジェル ～ アベシェ ～ アドレ（英語版） ～ スーダン国境

### スーダン
- チャド国境 ～ ジュナイナ ～ エル＝ファーシル
- エル＝ファーシル ～ ナフド ～ オベイド
- オベイド ～ コスティ ～ センナール ～ ワドメダニ ～ ガダーレフ ～ ガラバト（英語版） ～ エチオピア国境

### エチオピア
- スーダン国境 ～ メテマ（英語版） ～ Azezo（ゴンダールの南にある町） ～ ウォレタ（英語版）
- ウォレタ ～ ウェルディヤ（英語版）
- ウェルディヤ ～ デセ ～ コムボルチャ（英語版）
- コムボルチャ ～ バティ（Bati） ～ ミレ（Mille）
- ミレ（Mille） ～ セメラ ～ Hayu
- Hayu ～ Galafi, Ethiopia ～ ジブチ国境

### ジブチ
- エチオピア国境 ～ ガラフィ（英語版） ～ ヨボキ ～ ディキル ～ ジブチ市

## 他の道路との接続
- チャドのンジャメナでトリポリ・ケープタウン・ハイウェイ（TAH 3）
- チャドのンジャメナでサヘル横断道路（TAH 5）
- スーダンのワドメダニからエチオピアのウォレタまでカイロ・ケープタウン・ハイウェイ（TAH 4）と重複区間